# Seattle Slew

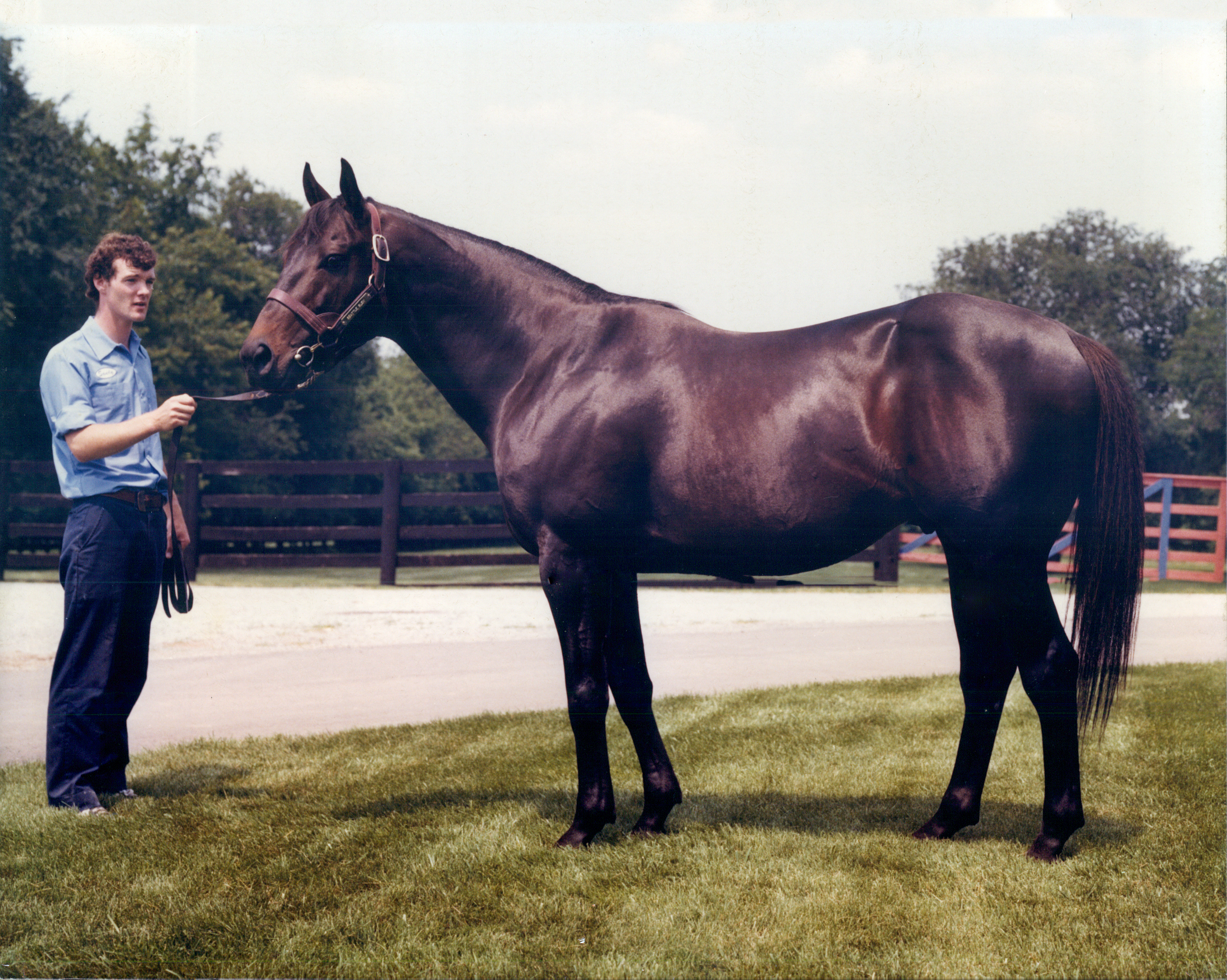
Seattle Slew in 1977

Seattle Slew (15 februari 1974 - 7 mei 2002) was een Amerikaans volbloed racepaard dat de Triple Crown of Thoroughbred Racing heeft gewonnen. De vader van Seattle Slew is Bold Reasoning, een zoon van Boldnesian. Boldnesian is een zoon van Bold Ruler. Bold Ruler was een belangrijk en invloedrijk racepaard en is de vader van de legende Secretariat. De moeder van Seattle Slew is My Charmer. De vader van My Charmer is Poker. Poker is een hengst die op de renbaan niet veel heeft laten zien maar toch voor enkele mooie nakomelingen heeft gezorgd. Seattle Slew zelf heeft voor veel goede nakomelingen gezorgd waaronder Slew o'gold en AP Indy, de winnaar van de Belmont Stakes van 1992.
Seattle Slew heeft tot 7 mei 2002 geleefd, hij is gestorven van ouderdom in zijn stal. Seattle Slew is 29 jaar geworden.